# Gerstaeckerus spurius
Gerstaeckerus spurius es una especie de coleóptero de la familia Endomychidae.

## Distribución geográfica
Habita en Sarawak y Tailandia.